# 鰓嵴海龍屬
鰓嵴海龍屬，為輻鰭魚綱棘背魚目海龍科的其中一屬。

## 下属物种
- 短吻鰓嵴海龍（Minyichthys brachyrhinus）
- （Minyichthys inusitatus）
- 長吻鰓嵴海龍（Minyichthys myersi）
- 粗鰓嵴海龍（Minyichthys sentus）